# گمینا کانت وروتسواوسکیه
گمینا کانت وروتسواوسکیه (به لهستانی:  Gmina Kąty Wrocławskie) یک گمینا در لهستان است که در شهرستان وروتسواف واقع شده‌است. گمینا کانت وروتسواوسکیه ۱۷۶٫۵ کیلومتر مربع مساحت و ۱۷٬۷۳۷ نفر جمعیت دارد.